# Forlaget Sidste Århundrede
Forlaget Sidste Århundrede (oprettet 2015) er et dansk nicheforlag, som beskæftiger sig med at oversætte litteratur fra, primært, tysk og fransk. Sidste Århundrede fremmer overset litteratur, med en forkærlighed for det grænsesøgende, monomane, excentriske og groteske, dog uden at bøgerne tilhører horror-genren (med undtagelse af 'Åndeverdens dårekiste').
Forlaget blev oprettet i 2015, af Steffen Skaarup, Mads Peder Lau Pedersen og Lasse Skjold Bertelsen. Forlaget modtog i 2023 Sigvaldi-prisen fra Statens Kunstfond.